# شاهین آمور
شاهین آمور (نام علمی: Falco amurensis) نام یک گونه از سرده شاهین است.